# Robert Moore (Regisseur)
Robert Moore (* 7. August 1927 in Detroit, Michigan; † 10. Mai 1984 in New York City, New York) war ein US-amerikanischer Theater- und Filmregisseur und Schauspieler.

## Leben und Karriere
Robert Moore studierte an der Katholischen Universität von Amerika. Er machte sich zunächst als Bühnenregisseur einen Namen, unter anderem führte er Ende der 1960er-Jahre bei der Originalproduktion von Mart Crowleys The Boys in the Band Regie. Zwischen 1969 und 1981 wurde der erfolgreiche Theaterregisseur insgesamt fünfmal für den Tony Award nominiert, konnte die Auszeichnung allerdings nie gewinnen. Ab den 1970er-Jahren war er auch als Regisseur für Filme und Fernsehserien tätig. Einen seiner größten Erfolge hatte er 1976 mit dem Krimikomödien-Klassiker Eine Leiche zum Dessert.
Neben seinen Regiearbeiten betätigte sich Moore auch gelegentlich als Schauspieler, so als körperlich behinderter Homosexueller neben Liza Minnelli in Otto Premingers Film Tell Me That You Love Me, Junie Moon. Robert Moore starb im Mai 1984 im Alter von 56 Jahren an den Folgen von AIDS.

## Filmografie (Auswahl)
Als Regisseur
- 1974: Bluff am Dienstag (Thursday’s Game, Fernsehfilm)
- 1974–1975: Rhoda (Fernsehserie, 37 Folgen)
- 1976: Eine Leiche zum Dessert (Murder by Death)
- 1978: Der Schmalspurschnüffler (Cheap Detective)
- 1979: Das zweite Kapitel (Chapter Two)
- 1982–1983: It’s Not Easy (Fernsehserie, 2 Folgen)

Als Schauspieler
- 1970: Tell Me That You Love Me, Junie Moon
- 1973: Diana (Fernsehserie, 7 Folgen)